# The Go-Between (film 2015)
The Go-Between è un film televisivo del 2015, diretto da Pete Travis e tratto dal romanzo L'età incerta di L. P. Hartley, già trasposto sul grande schermo in Messaggero d'amore di Joseph Losey (1971).

## Trama
Leo, un uomo anziano, tornando nel luogo in cui ha trascorso l'estate del 1900 ospite di un compagno di scuola molto più ricco, Marcus Maudsley. Durante il suo viaggio ricorda gli eventi che ebbero luogo durante quell'estate in cui aveva compiuto tredici anni e si era innamorato della sorella maggiore del suo amico, Marian, la cui famiglia sperava fortemente che avrebbe sposato il proprietario terriero locale, il visconte Trimingham.
Durante il soggiorno di Leo, Marcus si era ammalato e, non avendo altro da fare, Leo era stato convinto a portare messaggi segreti tra Marian e un fittavolo locale, Ted Burgess. Inizialmente ignaro dell'implicazione dei loro messaggi, Leo iniziò a rendersi conto del loro significato poco prima di essere coinvolto in una sequenza di eventi che non poteva controllare e che in quel momento comprendeva a malapena. Da uomo più anziano, tutto ciò che è accaduto quell'estate – i cui ricordi da allora ha soppresso – diventa più chiaro. Alla fine del suo viaggio, l'anziano Leo vede sia Marian che il nipote separato; Marian lo convince a fare da intermediario per un'ultima volta.

## Accoglienza

### Critica
Recensendo The Go-Between per il quotidiano britannico The Daily Telegraph, Jasper Rees ha assegnato all'adattamento cinque stelle su cinque, scrivendo: "Laddove la nuova versione della BBC di Lady Chatterley’s Lover ha svuotato l'originale e ha iniettato il suo agitprop aggiornato, The Go-Between (BBC One) ha mantenuto fede alla devastante storia di amore negato di LP Hartley. Questo era ciò che doveva essere la fedeltà creativa". 

## Riconoscimenti
- 2016 - BAFTA Awards
  - Nomination Best Single Drama
- 2016 - British Society of Cinematographers
  - Best Cinematography in a Television Drama
- 2017 - Broadcast Awards
  - Nomination Best Single Drama